# Sahatsawat Arsachana
Sahatsawat Arsachana (thailändisch สหัสวรรษ อาสาชนะ, * 6. Januar 2000) ist ein thailändischer Fußballspieler.

## Karriere
Sahatsawat Arsachana erlernte das Fußballspielen in der Jugendmannschaft des Khon Kaen FC. Hier unterschrieb er 2019 auch seinen ersten Vertrag. Der Verein aus  Khon Kaen, einer Stadt in der Provinz Khon Kaen in der Nordostregion von Thailand, dem Isan, spielte in der zweithöchsten Liga des Landes, der Thai League 2. Bisher absolvierte er vier Zweitligaspiele. Sein Zweitligadebüt gab er am 12. Spieltag (12. Mai 2019) im Heimspiel gegen den Samut Sakhon FC. Hier stand er in der Anfangsformation und spielte die gesamten 90 Minuten. Am Ende der Saison 2021/22 musste er mit Khon Kaen als Tabellenvorletzter in die dritte Liga absteigen.